# Celonites tumidiscutellatus
Celonites tumidiscutellatus är en stekelart som beskrevs av Friedrich W. Gess 1997. Celonites tumidiscutellatus ingår i släktet Celonites och familjen Masaridae. Inga underarter finns listade.